# Culbertson (Nebraska)
Culbertson ist ein Village im Hitchcock County im US-amerikanischen Bundesstaat Nebraska. Zur Volkszählung im April 2020 hatte Culbertson 534 Einwohner. Durch den Ort verlaufen die U.S. Highways 6 und 34 sowie der Nebraska Highway 17.

## Geschichte
Im Jahr 1873 begannen Siedler mit norwegischen Wurzeln, im heutigen Ortsgebiet erste Gebiete für sich zu beanspruchen und die ersten Häuser zu errichten. Im gleichen Jahr entsandte die Lincoln Land Company W.Z. Taylor, um die Siedlung sowie ein neues County, das Hitchcock County, zu etablieren. Er entwarf einen Plan für den Ort und errichtete ein erstes Geschäft. Taylor nannte die Siedlung „Culbertson“. Der Namensgeber hierfür war Alexander Culbertson, ein bekannter Pelzhändler und Indianeragent. Da Culbertson zu diesem Zeitpunkt der einzige Ort des Countys war, wurde es zum Verwaltungssitz (County Seat) ernannt. Ein erstes Postamt wurde 1874 eingerichtet, ein Gerichtsgebäude im Jahr 1876. Der Ort hatte schon in den ersten Jahren ein stetiges Wachstum zu verzeichnen, nicht zuletzt weil er an der Route einiger großer Viehzüge lag.
Der Bau einer Eisenbahnlinie Anfang der 1880er Jahre durch die Bahngesellschaft Chicago, Burlington and Quincy Railroad sorgte zunächst für ein weiteres Wachstum des Ortes. Taylor, dem immer noch das meiste Land in Culbertson gehörte, konnte sich mit der Gesellschaft jedoch preislich nicht einigen, weshalb das geplante Bahnbetriebswerk im benachbarten McCook errichtet wurde. Dies führte zu einem Rückgang der Einwohnerzahl Culbertsons.
Im Jahr 1876 eröffnete die erste Schule. Die erste Zeitung Culbertsons erschien 1879 und hieß The Globe. Eine zweite Zeitung wurde 1880 veröffentlicht, mit der The Culbertson Sun kam 1881 eine dritte Zeitung dazu. Die erste Kirche Culbertsons wurde im 1882 geweiht. Im Jahr 1885 wurde der Ort in den Status eines Village erhoben. Daraufhin solle Culbertson in „Bangor“ umbenannt werden, was jedoch durch eine Petition der Einwohner verhindert wurde.
Ab 1891 gab es Pläne, den County Seat nach Trenton und damit ins Zentrum des Hitchcock Countys zu verlegen. Es waren drei Wahlgänge bis Ende Oktober 1893 notwendig, um die Verlegung des Verwaltungssitzes nach Trenton zu bestätigen. Als Höhepunkt der Debatten um den County Seat gilt der angebliche Diebstahl der Verwaltungsakten aus Culbertson durch einige Bewohner Trentons am 1. Oktober 1893, wozu sie von einem Bezirksrichter animiert worden sein sollen, historisch gesichert ist diese Tat jedoch nicht.
Bei den Überschwemmungen, die im Mai und Juni 1935 durch das Hochwasser des Republican River im Süden des Ortes verursacht wurden und die auch in anderen Orten des Countys großen Schaden anrichteten, kamen in Culbertson mindestens sechs Menschen ums Leben, als ihr Haus von den Fluten mitgerissen wurde.

## Öffentliche Einrichtungen
In Culbertson befindet sich die Hitchcock County Elementary School.
Die erste öffentliche Bibliothek in Culbertson eröffnete im Jahr 1937. Die Initiative für diese Einrichtung übernahm der Culbertson Women’s Club. Die Bibliothek wurde bis ins 21. Jahrhundert am gleichen Standort betrieben. Im Jahr 2013 führte die Vereinigung Friends of the Library eine Fundraising-Kampagne durch, um Geld für einen Neubau zu sammeln. Mit Unterstützung der Gemeinde wurde daraufhin eine neue Bibliothek eröffnet. Der Bestand der Bibliothek umfasst über 10.000 Medien.

## Sonstiges
Die im Jahr 1900 erbaute St. Paul’s Methodist Protestant Church wurde 1979 als Denkmal in das National Register of Historic Places aufgenommen.

## Persönlichkeiten
- Steve Brooks (1922–1979), Jockey[8]